# Culex
Culex is een geslacht van muggen uit de familie van de steekmuggen (Culicidae).

## Kenmerken
De muggen uit dit geslacht zijn typische steekmuggen. De kop, het gebochelde borststuk en achterlijf zijn duidelijk te onderscheiden, de mug heeft zes sprieterige pootjes en twee vleugels waarmee hij kan vliegen. Mannetjes hebben vaak pluim-achtige antennes. De grootte daarvan hangt sterk af van de soort. De soorten worden tussen de 6 en 8 millimeter groot.

## Leefwijze
Deze muggen zitten in rust met hun lichaam evenwijdig aan het wateroppervlak.

## Voortplanting
De larven leven in het water en ontwikkelen zich snel. De eitjes worden een voor een afgezet of in kleine groepjes die als vlotjes op het water drijven.

## Verspreiding en leefgebied
De meestvoorkomende soort van dit geslacht is Culex pipiens; deze komt voor op alle continenten met uitzondering van Antarctica.
In de lage landen komen vier Culex-soorten voor.
- Culex modestus
- Culex pipiens – Gewone steekmug
- Culex territans
- Culex torrentium

## Ziekteverspreiding
Veel soorten van het geslacht Culex zijn vectoren voor virusziekten als westnijlkoorts, Afrikaanse paardenpest en riftdalkoorts.

## Soorten
- Culex abnormalis Lane, 1936
- Culex abominator Dyar & Knab, 1909
- Culex abonnenci Clastrier, 1970
- Culex accelerans Root, 1927
- Culex acharistus Root, 1927
- Culex acrostichalis Edwards, 1941
- Culex aculeatus Colless, 1965
- Culex acutipalus Colless, 1965
- Culex adairi Kirkpatrick, 1926
- Culex adamesi Sirivanakarn & Galindo, 1980
- Culex adami (Hamon & Mouchet, 1955)
- Culex adersianus Edwards, 1941
- Culex aestivus Sirivanakarn, 1977
- Culex airozai Lane, 1945
- Culex akritos Forattini & Sallum, 1995
- Culex alani Forattini, 1965
- Culex albertianus Edwards, 1941
- Culex albinensis Bonne-Wepster & Bonne, 1920
- Culex albinervis Edwards, 1929
- Culex albipes Lutz, 1904
- Culex albiventris Edwards, 1922
- Culex alcocki Bonne-Wepster & Bonne, 1920
- Culex aliciae Duret, 1953
- Culex alienus Colless, 1957
- Culex alinkios Sallum & Hutchings, 2003
- Culex alis Theobald, 1903
- Culex alogistus Dyar, 1918
- Culex alorensis Sirivanakarn, 1977
- Culex alphus Colless, 1965
- Culex amaniensis van Someren & Hamon, 1964
- Culex amazonensis (Lutz, 1905)
- Culex ameliae Casal, 1967
- Culex amitis Komp, 1936
- Culex andersoni Edwards, 1914
- Culex andreanus Edwards, 1927
- Culex andricus Root, 1927
- Culex anduzei Cerqueira & Lane, 1944
- Culex anips Dyar, 1916
- Culex annulioris Theobald, 1901
- Culex annulirostris Skuse, 1889
- Culex annuliventris (Blanchard, 1852)
- Culex annulus Theobald, 1901
- Culex anoplicitus Forattini & Sallum, 1989
- Culex antennatus (Becker, 1903)
- Culex antillummagnorum Dyar, 1928
- Culex antunesi Lane &Whitman, 1943
- Culex aphylactus Root, 1927
- Culex apicalis Adams, 1903
- Culex apicinus Philippi, 1865
- Culex aquarius Strickman, 1990
- Culex arawak Berlin, 1969
- Culex arbieeni Salem, 1938
- Culex arboricola Galindo & Mendez, 1961
- Culex archegus Dyar, 1929
- Culex argenteopunctatus (Ventrillon, 1905)
- Culex arizonensis Bohart, 1949
- Culex articularis Philippi, 1865
- Culex asteliae Belkin, 1968
- Culex astridianus de Meillon, 1942
- Culex atracus Colless, 1960
- Culex atratus Theobald, 1901
- Culex atriceps Edwards, 1926
- Culex aurantapex Edwards, 1914
- Culex aureonotatus Duret & Barreto, 1956
- Culex aureus Lane & Whitman, 1951
- Culex australicus Dobrotworsky & Drummond, 1953
- Culex avianus de Meillon, 1943
- Culex axillicola Steffan, 1979
- Culex azurini Toma, Miyagi & Cabrera, 1984
- Culex azymus Dyar & Knab, 1906
- Culex babahoyensis Levi-Castillo, 1953
- Culex bahamensis Dyar & Knab, 1906
- Culex bahiensis Duret, 1969
- Culex bahri (Edwards, 1914)
- Culex bailyi Barraud, 1934
- Culex baisasi Sirivanakarn, 1972
- Culex bamborum Rozeboom & Komp, 1948
- Culex bandoengensis Brug, 1939
- Culex banksensis Maffi & Tenorio, 1977
- Culex barraudi Edwards, 1922
- Culex barrinus Bram, 1967
- Culex bastagarius Dyar & Knab, 1906
- Culex batesi Rozeboom & Komp, 1948
- Culex becki Belkin, 1962
- Culex bejaranoi Duret, 1953
- Culex belemensis Duret & Damasceno, 1955
- Culex belkini Stone & Penn, 1948
- Culex bengalensis Barraud, 1934
- Culex bequaerti Dyar & Shannon, 1925
- Culex bergi Belkin, 1962
- Culex beta Séguy, 1924
- Culex bicki Stone & Penn, 1947
- Culex bickleyi Forattini, 1965
- Culex bicornutus (Theobald, 1910)
- Culex bidens Dyar, 1922
- Culex bifoliolatus Duret & Barreto, 1956
- Culex bihaicola Dyar & Núñez Tovar, 1928
- Culex bihamatus Edwards, 1926
- Culex binigrolineatus Knight & Rozeboom, 1945
- Culex biscaynensis Zavortink & OMeara, 1999
- Culex bisulcatus (Coquillett, 1906)
- Culex bitaeniorhynchus Giles, 1901
- Culex boharti Brookman & Reeves, 1950
- Culex bokorensis Klein & Sirivanakarn, 1970
- Culex bolii Sirivanakarn, 1968
- Culex boninensis Bohart, 1957
- Culex bonneae Dyar & Knab, 1919
- Culex bonnei Dyar, 1921
- Culex bougainvillensis Steffan, 1979
- Culex brachiatus Hutchings & Sallum, 2008
- Culex brami Forattini, Rabello & Lopes, 1967
- Culex brenguesi Brunhes & Ravaonjanahary, 1973
- Culex brethesi Dyar, 1919
- Culex breviculus Senevet & Abonnenc, 1939
- Culex brevipalpis (Giles, 1902)
- Culex brevipalpus (Theobald, 1905)
- Culex brevispinosus Bonne-Wepster & Bonne, 1920
- Culex browni Komp, 1936
- Culex brumpti Gailiard, 1931
- Culex bukavuensis Wolfs, 1947
- Culex buxtoni Edwards, 1926
- Culex cairnsensis (Taylor, 1919)
- Culex calabarensis Edwards, 1941
- Culex calurus Edwards, 1935
- Culex cambournaci Hamon & Gandara, 1955
- Culex campilunati Carter & Wijesundara, 1948
- Culex camposi Dyar, 1925
- Culex canaanensis Lane & Whitman, 1943
- Culex carcinophilus Dyar & Knab, 1906
- Culex carcinoxenus de Oliveira Castro, 1932
- Culex caribeanus Galindo & Blanton, 1954
- Culex carioca Lane & Whitman, 1951
- Culex carleti Brunhes & Ravaonjanahary, 1971
- Culex carolinensis Bohart & Ingram, 1946
- Culex castaneus Sirivanakarn, 1973
- Culex castelli Hamon, 1957
- Culex castor de Meillon & Lavoipierre, 1944
- Culex castrensis Edwards, 1922
- Culex castroi Casal & Garcia, 1967
- Culex cataractarum Edwards, 1923
- Culex cauchensis Floch & Abonnenc, 1945
- Culex caudatus Clastrier, 1970
- Culex caudelli (Dyar & Knab, 1906)
- Culex cedecei Stone & Hair, 1968
- Culex ceramensis Sirivanakarn & Kurihara, 1973
- Culex cerqueirai Valencia, 1973
- Culex chaetoventralis (Theobald, 1910)
- Culex chaguanco Casal, García & Fernández, 1968
- Culex changuinolae Galindo & Blanton, 1954
- Culex chauveti Brunhes & Rambelo, 1968
- Culex cheesmanae Mattingly & Marks, 1955
- Culex cheni Dong, Wang & Lu, 2003
- Culex chidesteri Dyar, 1912
- Culex chitae Duret, 1967
- Culex chorleyi Edwards, 1941
- Culex christiani Colless, 1960
- Culex chryselatus Dyar & Knab, 1919
- Culex cinctellus Edwards, 1922
- Culex cinerellus Edwards, 1922
- Culex cinereus Theobald, 1901
- Culex clarki Evans, 1924
- Culex clastrieri Casal & Garcia, 1968
- Culex coerulescens Edwards, 1928
- Culex collessi Sirivanakarn, 1968
- Culex comatus Senevet & Abonnenc, 1939
- Culex commevynensis Bonne-Wepster & Bonne, 1920
- Culex comminutor Dyar, 1920
- Culex comorensis Brunhes, 1977
- Culex confundior Komp & Rozeboom, 1951
- Culex conservator Dyar & Knab, 1906
- Culex consolator Dyar & Knab, 1906
- Culex conspirator Dyar & Knab, 1906
- Culex contei Duret, 1968
- Culex coppenamensis Bonne-Wepster & Bonne, 1920
- Culex corentynensis Dyar, 1920
- Culex corniger Theobald, 1903
- Culex cornutus Edwards, 1922
- Culex coronator Dyar & Knab, 1906
- Culex corrigani Dyar & Knab, 1907
- Culex cottlei Sirivanakarn, 1968
- Culex covagarciai Forattini, 1965
- Culex crassicomus Colless, 1965
- Culex crassistylus Brug, 1934
- Culex creole Anduze, 1949
- Culex crinicauda Edwards, 1921
- Culex cristovaoi Duret, 1968
- Culex crowei Sirivanakarn, 1968
- Culex crybda Dyar, 1924
- Culex cubiculi Marks, 1989
- Culex cubitatus Colless, 1965
- Culex curtipalpis (Edwards, 1914)
- Culex curvibrachius Angulo, 1993
- Culex cuyanus Duret, 1968
- Culex cylindricus Theobald, 1903
- Culex damascenoi Duret, 1969
- Culex daumastocampa Dyar & Knab, 1908
- Culex davisi Kumm, 1933
- Culex decens Theobald, 1901
- Culex declarator Dyar & Knab, 1906
- Culex delfinadoae Sirivanakarn, 1973
- Culex delpontei Duret, 1969
- Culex delys Howard, Dyar & Knab, 1915
- Culex demeilloni Doucet, 1950
- Culex demissus Colless, 1965
- Culex derivator Dyar & Knab, 1906
- Culex deserticola Kirkpatrick, 1925
- Culex diamphidius Peyton & Harbach, 1991
- Culex diengensis Brug, 1931
- Culex digoelensis Brug, 1932
- Culex diplophyllum Dyar, 1929
- Culex dispectus Bram, 1966
- Culex distinguendus Dyar, 1928
- Culex dohenyi Hogue, 1975
- Culex dolichophyllus Clastrier, 1970
- Culex dolosus (Lynch Arribálzaga, 1891)
- Culex douglasi Dobrotworsky, 1956
- Culex dubitans Lane & Whitman, 1951
- Culex dumbletoni Belkin, 1962
- Culex dunni Dyar, 1918
- Culex duplicator Dyar & Knab, 1909
- Culex dureti Casal & García, 1968
- Culex durhami Sirivanakarn, 1968
- Culex duttoni Theobald, 1901
- Culex dyius Root, 1927
- Culex eastor Dyar, 1920
- Culex eduardoi Casal & García, 1968
- Culex educator Dyar & Knab, 1906
- Culex edwardsi Barraud, 1923
- Culex egcymon Dyar, 1923
- Culex eknomios Forattini & Sallum, 1992
- Culex eldridgei Adames & Galindo, 1973
- Culex elephas Komp, 1936
- Culex elevator Dyar & Knab, 1906
- Culex elongatus Rozeboom & Komp, 1950
- Culex eminentia (Leicester, 1908)
- Culex ensiformis Bonne-Wepster & Bonne, 1920
- Culex eouzani Geoffroy, 1971
- Culex epanastasis Dyar, 1922
- Culex epidesmus (Theobald, 1910)
- Culex equinoxialis Floch & Abonnenc, 1945
- Culex erethyzonfer Galindo & Blanton, 1954
- Culex ernanii Duret, 1968
- Culex ernsti Anduze, 1949
- Culex erraticus (Dyar & Knab, 1906)
- Culex erythrothorax Dyar, 1907
- Culex eukrines Bram & Rattanarithikul, 1967
- Culex europaeus da Cunha Ramos, Ribeiro & Harrison, 2003
- Culex evansae Root, 1927
- Culex fairchildi Galindo & Blanton, 1954
- Culex fasyi Baisas, 1938
- Culex faurani Duret, 1968
- Culex femineus Edwards, 1926
- Culex fergusoni (Taylor, 1914)
- Culex fernandezi Casal, García & Cavalieri, 1966
- Culex ferreri Duret, 1968
- Culex fimbriforceps Edwards, 1935
- Culex flabellifer Komp, 1936
- Culex flavicornis Barraud, 1924
- Culex flochi Duret, 1969
- Culex foliaceus Lane, 1945
- Culex foliafer Komp & Rozeboom, 1951
- Culex foliatus Brug, 1932
- Culex fragilis Ludlow, 1903
- Culex fraudatrix (Theobald, 1905)
- Culex fulleri (Ludlow, 1909)
- Culex furlongi van Someren, 1954
- Culex fuscicinctus King & Hoogstraal, 1946
- Culex fuscocephala Theobald, 1907
- Culex gagnei Evenhuis, 1989
- Culex gairus Root, 1927
- Culex galindoi Komp & Rozeboom, 1951
- Culex galliardi Edwards, 1941
- Culex galvaoi Duret, 1968
- Culex gameti Bailly-Choumara, 1966
- Culex gamma Séguy, 1924
- Culex ganapathi Colless, 1965
- Culex garcesi Duret, 1968
- Culex garciai Broche, 2000
- Culex garioui Bailly-Choumara & Rickenbach, 1966
- Culex gaudeator Dyar & Knab, 1907
- Culex gaufini Belkin, 1962
- Culex gelidus Theobald, 1901
- Culex geminus Colless, 1955
- Culex germaini Geoffroy, 1974
- Culex gibbulus Delfinado, 1966
- Culex giganteus Ventrillon, 1906
- Culex gilliesi Hamon & van Someren, 1961
- Culex globocoxitus Dobrotworsky, 1953
- Culex glyptosalpinx Harbach, Peyton & Harrison, 1984
- Culex gnomatos Sallum, Hutchings, Leila & Ferreira, 1997
- Culex gossi Bohart, 1957
- Culex gracicornis Sirivanakarn, 1977
- Culex grahamii Theobald, 1910
- Culex grenieri Eouzan, 1969
- Culex gressitti Sirivanakarn, 1968
- Culex guayasi Leví-Castillo, 1953
- Culex guedesi da Silva Mattos & Xavier, 1991
- Culex guerreroi Cova García, Sutil & Pulido, 1971
- Culex guiarti Blanchard, 1905
- Culex guizhouensis Chen & Zhao, 1985
- Culex guyanensis Clastrier, 1970
- Culex habilitator Dyar & Knab, 1906
- Culex hackeri Edwards, 1923
- Culex hainanensis Chen, 1977
- Culex hamoni Brunhes, Adam & Bailly-Choumara, 1967
- Culex hancocki Edwards, 1930
- Culex harleyi Peters, 1955
- Culex harrisoni Sirivanakarn, 1977
- Culex hayashii Yamada, 1917
- Culex hedys Root, 1927
- Culex helenae Brunhes, Adam & Bailly-Choumara, 1967
- Culex hepperi Casal & García, 1967
- Culex herrerai Sutil Oramas, Pulido Florenzano & Amarista Meneses, 1987
- Culex hewitti (Edwards, 1914)
- Culex hilli Edwards, 1922
- Culex hinglungensis Chu, 1957
- Culex hirtipalpis Sirivanakarn, 1977
- Culex hopkinsi Edwards, 1932
- Culex horridus Edwards, 1922
- Culex hortensis Ficalbi, 1889
- Culex huangae Meng, 1958
- Culex hurlbuti Belkin, 1962
- Culex hutchinsoni Barraud, 1924
- Culex idottus Dyar, 1920
- Culex ikelos Forattini & Sallum, 1995
- Culex imitator Theobald, 1903
- Culex imposter Sirivanakarn, 1977
- Culex impudicus Ficalbi, 1890
- Culex inadmirabilis Dyar, 1928
- Culex inatomii Kamimura & Wada, 1974
- Culex incognitus Baisas, 1938
- Culex incomptus Bram & Rattanarithikul, 1967
- Culex inconspicuosus (Theobald, 1908)
- Culex inculus Colless, 1965
- Culex infantulus Edwards, 1922
- Culex inflictus Theobald, 1901
- Culex infoliatus Bonne-Wepster & Bonne, 1920
- Culex infula Theobald, 1901
- Culex ingrami Edwards, 1916
- Culex inhibitator Dyar & Knab, 1906
- Culex inimitabilis Dyar & Knab, 1906
- Culex innovator Evans, 1924
- Culex inornata (Theobald, 1905)
- Culex insequens Marks, 1989
- Culex insigniforceps Clastrier & Claustre, 1978
- Culex insignis (Carter, 1911)
- Culex insularis Sirivanakarn, 1968
- Culex interfor Dyar, 1928
- Culex intermedius Lane & Whitman, 1951
- Culex interrogator Dyar & Knab, 1906
- Culex intonsus Galindo & Blanton, 1954
- Culex intrincatus Brèthes, 1916
- Culex invidiosus Theobald, 1901
- Culex invocator Pazos, 1908
- Culex iolambdis Dyar, 1918
- Culex iphis Barraud, 1924
- Culex iridescens (Lutz, 1905)
- Culex isabelae Duret, 1968
- Culex iyengari Mattingly & Rageau, 1958
- Culex jacksoni Edwards, 1934
- Culex jalisco Berlin, 1974
- Culex janitor Theobald, 1903
- Culex javanensis Bonne-Wepster, 1934
- Culex jefferyi Sirivanakarn, 1977
- Culex jenningsi Dyar & Knab, 1907
- Culex jenseni (de Meijere, 1910)
- Culex jocasta Komp & Rozeboom, 1951
- Culex johni Cova Garcia, Pulido F. & Escalante de Ugueto, 1979
- Culex johnnyi Duret, 1968
- Culex johnsoni Galindo & Mendez, 1961
- Culex josephineae Baisas, 1935
- Culex jubifer Komp & Brown, 1935
- Culex judaicus Edwards, 1926
- Culex kanyamwerima van Someren, 1951
- Culex kaviengensis Sirivanakarn, 1968
- Culex kesseli Belkin, 1962
- Culex khazani Edwards, 1922
- Culex kilara van Someren, 1951
- Culex kinabaluensis Sirivanakarn, 1976
- Culex kingianus Edwards, 1922
- Culex kiriensis Klein & Sirivanakarn, 1970
- Culex kompi Valencia, 1973
- Culex kowiroensis Sirivanakarn, 1968
- Culex kuhnsi King & Hoogstraal, 1955
- Culex kukenan Anduze, 1942
- Culex kummi Komp & Rozeboom, 1951
- Culex kusaiensis Bohart, 1957
- Culex kyotoensis Yamaguti & LaCasse, 1952
- Culex lacertosus Komp & Rozeboom, 1951
- Culex lactator Dyar & Knab, 1906
- Culex laffooni Belkin, 1962
- Culex lahillei Bachmann & Casal, 1962
- Culex lairdi Belkin, 1962
- Culex lakei Sirivanakarn, 1968
- Culex lampangensis Sirivanakarn, 1973
- Culex lanei Oliveira Coutinho & Forattini, 1962
- Culex laplantei (Hamon, Adam & Mouchet, 1955)
- Culex lasiopalpis Sirivanakarn, 1977
- Culex laticinctus Edwards, 1913
- Culex laticlasper Galindo & Blanton, 1954
- Culex latifoliatus Delfinado, 1966
- Culex latisquama (Coquillett, 1906)
- Culex latus Dobrotworsky, 1956
- Culex laureli Baisas, 1935
- Culex lavatae Stone & Bohart, 1944
- Culex leei King & Hoogstraal, 1955
- Culex leonardi Belkin, 1962
- Culex levicastilloi Lane, 1945
- Culex liberiensis Peters, 1955
- Culex limacifer Komp, 1936
- Culex lineatus (Theobald, 1912)
- Culex litoralis Bohart, 1946
- Culex litwakae Harbach, 1985
- Culex longicornis Sirivanakarn, 1976
- Culex lopesi Sirivanakarn & Jakob, 1979
- Culex lucaris Colless, 1965
- Culex lucifugus Komp, 1936
- Culex luteopleurus (Theobald, 1903)
- Culex luzonensis Sirivanakarn, 1976
- Culex lygrus Root, 1927
- Culex macdonaldi Colless, 1965
- Culex macfiei Edwards, 1923
- Culex machadoi da Silva Mattos, da Silveira Guedes & Xavier, 1978
- Culex macrostylus Sirivanakarn & Ramalingam, 1976
- Culex madininensis Senevet, 1936
- Culex malayensis Sirivanakarn, 1972
- Culex malayi (Leicester, 1908)
- Culex mammilifer (Leicester, 1908)
- Culex manusensis Sirivanakarn, 1975
- Culex maplei Knight & Hurlbut, 1949
- Culex maracayensis Evans, 1923
- Culex marksae King & Hoogstraal, 1955
- Culex marquesensis Stone & Rosen, 1953
- Culex martinezi Casal & García, 1968
- Culex martinii Medschid, 1930
- Culex mattinglyi Knight, 1953
- Culex mauesensis Lane, 1945
- Culex maxi Dyar, 1928
- Culex maxinocca Dyar, 1920
- Culex megafolius Chen & Dong, 1992
- Culex megaonychus Yang, Li & Chen, 1993
- Culex mesodenticulatus Galindo & Mendez, 1961
- Culex metempsytus Dyar, 1921
- Culex miaolingensis Chen, 1982
- Culex micolo Ribeiro, da Cunha Ramos, Capela & Pires, 1998
- Culex microphyllus Root, 1927
- Culex mijanae Brunhes, Adam & Bailly-Choumara, 1967
- Culex millironi Belkin, 1962
- Culex milloti Doucet, 1949
- Culex milwardi Xavier & da Silva Mattos, 1972
- Culex mimeticus Noè, 1899
- Culex mimuloides Barraud, 1924
- Culex mimulus Edwards, 1915
- Culex minjensis Sirivanakarn, 1968
- Culex minor (Leicester, 1908)
- Culex minutissimus (Theobald, 1907)
- Culex miraculosus Bonne-Wepster, 1937
- Culex mirificus Edwards, 1913
- Culex misionensis Duret, 1953
- Culex miyagii Mogi & Toma, 1999
- Culex modestus Ficalbi, 1890
- Culex mohani Sirivanakarn, 1977
- Culex molestus Forskal, 1775
- Culex mollis Dyar & Knab, 1906
- Culex mongiro van Someren, 1951
- Culex moucheti Evans, 1923
- Culex mulrennani Basham, 1948
- Culex mundulus Grünberg, 1905
- Culex murrelli Lien, 1968
- Culex muruae Sirivanakarn, 1968
- Culex musarum Edwards, 1932
- Culex muspratti Hamon & Lambrecht, 1959
- Culex mutator Dyar & Knab, 1906
- Culex nailoni King & Hoogstraal, 1946
- Culex nakuruensis Mattingly, 1951
- Culex navalis Edwards, 1926
- Culex neavei Theobald, 1906
- Culex nebulosus Theobald, 1901
- Culex neglectus Lutz, 1904
- Culex nicaroensis Duret, 1967
- Culex nicceriensis Bonne-Wepster & Bonne, 1920
- Culex niger (Leicester, 1908)
- Culex nigrimacula Lane & Whitman, 1943
- Culex nigripalpus Theobald, 1901
- Culex nigropunctatus Edwards, 1926
- Culex nilgiricus Edwards, 1916
- Culex ninagongoensis Edwards, 1928
- Culex obscurus (Leicester, 1908)
- Culex ocellatus Theobald, 1903
- Culex ocossa Dyar & Knab, 1919
- Culex oedipus Root, 1927
- Culex okinawae Bohart, 1953
- Culex olimpioi Xavier, da Silva & da Silva Mattos, 1970
- Culex omani Belkin, 1962
- Culex opisthopus Komp, 1926
- Culex orbostiensis Dobrotworsky, 1958
- Culex oresbius Harbach & Rattanarithikul, 1988
- Culex orfilai Duret, 1953
- Culex orientalis Edwards, 1921
- Culex originator Gordon & Evans, 1922
- Culex ornatothoracis Theobald, 1909
- Culex orstom Brunhes, Adam & Bailly-Choumara, 1967
- Culex otachati Klein & Sirivanakarn, 1970
- Culex ousqua Dyar, 1918
- Culex oweni Belkin, 1962
- Culex pacificus Edwards, 1916
- Culex pairoji Sirivanakarn, 1977
- Culex pajoti Ramos & Ribeiro, 1982
- Culex palaciosi Duret, 1968
- Culex pallidiceps (Theobald, 1905)
- Culex pallidothorax Theobald, 1905
- Culex palpalis Taylor, 1912
- Culex pandani Brunhes, 1969
- Culex panocossa Dyar, 1923
- Culex papuensis (Taylor, 1914)
- Culex paracrybda Komp, 1936
- Culex paraculeatus Sirivanakarn, 1977
- Culex paramaxi Duret, 1968
- Culex patientiae Floch & Fauran, 1955
- Culex pavlovskyi Casal & García, 1967
- Culex peccator Dyar & Knab, 1909
- Culex pedicellus King & Hoogstraal, 1947
- Culex pedroi Sirivanakarn & Belkin, 1980
- Culex penai Sirivanakarn, 1979
- Culex perexiguus Theobald, 1903
- Culex pereyrai Duret, 1967
- Culex perfidiosus Edwards, 1914
- Culex perfuscus Edwards, 1914
- Culex peringueyi Edwards, 1924
- Culex perkinsi Stone & Penn, 1948
- Culex perplexus Leicester, 1908
- Culex perryi Belkin, 1962
- Culex pervigilans von Bergroth, 1889
- Culex petersi Colless, 1960
- Culex peus Speiser, 1904
- Culex peytoni Bram & Rattanarithikul, 1967
- Culex phangngae Sirivanakarn, 1972
- Culex philipi Edwards, 1929
- Culex philippinensis Sirivanakarn, 1976
- Culex phlabistus Dyar, 1920
- Culex phlogistus Dyar, 1920
- Culex pholeter Bram & Rattanarithikul, 1967
- Culex phyllados Hutchings & Sallum, 2008
- Culex pifanoi Anduze, 1949
- Culex pilifemoralis Wang & Feng, 1964
- Culex pilosus (Dyar & Knab, 1906)
- Culex pinarocampa Dyar & Knab, 1908
- Culex pipiens Linnaeus, 1758 – Gewone steekmug
- Culex plectoporpe Root, 1927
- Culex pleuristriatus Theobald, 1903
- Culex plicatus Olivares, 1993
- Culex pluvialis Barraud, 1924
- Culex poicilipes (Theobald, 1903)
- Culex portesi Senevet & Abonnenc, 1941
- Culex postspiraculosus Lee, 1944
- Culex productus Senevet & Abonnenc, 1939
- Culex propinquus Colless, 1955
- Culex prosecutor Séguy, 1927
- Culex pruina Theobald, 1901
- Culex psatharus Dyar, 1920
- Culex pseudoandreanus Bailly-Choumara, 1966
- Culex pseudojanthinosoma Senevet & Abonnenc, 1946
- Culex pseudomelanoconia Theobald, 1907
- Culex pseudopruina van Someren, 1951
- Culex pseudornatus Colless, 1960
- Culex pseudorubithoracis Sirivanakarn, 1968
- Culex pseudosinensis Colless, 1955
- Culex pseudostigmatosoma Strickman, 1990
- Culex pseudovishnui Colless, 1957
- Culex pulidoi Cova Garcia & Sutil Oramas, 1974
- Culex pullus Theobald, 1905
- Culex punctiscapularis Floch & Abonnenc, 1946
- Culex pusillus Macquart, 1850
- Culex putumayensis Matheson, 1934
- Culex quadrifoliatus Komp, 1936
- Culex quadripalpis (Edwards, 1914)
- Culex quasiguiarti Theobald, 1910
- Culex quasihibridus Galindo & Blanton, 1954
- Culex quasioriginator Duret, 1972
- Culex quettensis Mattingly, 1955
- Culex quinquefasciatus Say, 1823
- Culex quintetti Brunhes, Adam & Bailly-Choumara, 1967
- Culex quitensis Levi-Castillo, 1953
- Culex rabanicola Floch & Abonnenc, 1946
- Culex rabelloi Forattini & Sallum, 1987
- Culex rachoui Duret, 1968
- Culex raghavanii Rahman, Chowdhury & Kalra, 1968
- Culex rajah Tsukamoto, 1989
- Culex rajaneeae Sirivanakarn, 1968
- Culex ramakrishnii Wattal & Kalra, 1965
- Culex ramalingami Sirivanakarn, 1973
- Culex rausseoi Cova García, Sutil Oramas & Pulido F., 1972
- Culex reducens Lane & Whitman, 1951
- Culex reevesi Wirth, 1948
- Culex reginae Floch & Fauran, 1955
- Culex reidi Colless, 1965
- Culex rejector Dyar & Knab, 1906
- Culex renatoi Lane & Ramalho, 1960
- Culex restrictor Dyar & Knab, 1906
- Culex restuans Theobald, 1901
- Culex ribeirensis Forattini & Sallum, 1985
- Culex richardgarciai Jeffery, Oothuman & Rudnick, 1987
- Culex richei Klein, 1970
- Culex richeti Brunhes & Venhard, 1966
- Culex rima Theobald, 1901
- Culex riojanus Duret, 1968
- Culex romeroi Surcouf & Gonzalez-Rincones, 1912
- Culex ronderosi de Linero, 1967
- Culex rooti Rozeboom, 1935
- Culex rorotaensis Floch & Abonnenc, 1946
- Culex roseni Belkin, 1962
- Culex rotoruae Belkin, 1968
- Culex rubensis Sasa & Takahashi, 1948
- Culex rubinotus Theobald, 1906
- Culex rubithoracis (Leicester, 1908)
- Culex ruthae Peters, 1958
- Culex ryukyensis Bohart, 1946
- Culex sacchettae Sirivanakarn & Jakob, 1982
- Culex salinarius Coquillett, 1904
- Culex salisburiensis Theobald, 1901
- Culex saltanensis Dyar, 1928
- Culex samoaensis (Theobald, 1914)
- Culex sandrae Berlin, 1969
- Culex sangengluoensis Wang, 1984
- Culex saramaccensis Bonne-Wepster & Bonne, 1920
- Culex sardinerae Fox, 1953
- Culex sasai Kano, Nitahara & Awaya, 1954
- Culex scanloni Bram, 1967
- Culex scheuberi Carpintero & Leguizamón, 2004
- Culex schicki Berlin, 1969
- Culex schilfgaardei Sirivanakarn, 1968
- Culex schwetzi Edwards, 1929
- Culex scimitar Branch & Seabrook, 1959
- Culex scottii Theobald, 1912
- Culex sechani Brunhes & Boussès, 2009
- Culex secundus Bonne-Wepster & Bonne, 1920
- Culex secutor Theobald, 1901
- Culex sedlacekae Sirivanakarn, 1968
- Culex selai Klein & Sirivanakarn, 1970
- Culex selangorensis Sirivanakarn, 1976
- Culex seldeslachtsi Wolfs, 1947
- Culex semibrunneus Edwards, 1927
- Culex seniori Barraud, 1934
- Culex serratimarge Root, 1927
- Culex seyrigi Edwards, 1941
- Culex shanahani Sirivanakarn, 1968
- Culex shebbearei Barraud, 1924
- Culex shoae Hamon & Ovazza, 1954
- Culex shopei Forattini & Toda, 1966
- Culex silvai Duret, 1968
- Culex simplicicornis Edwards, 1930
- Culex simpliciforceps Edwards, 1941
- Culex simpsoni Theobald, 1905
- Culex simulator Dyar & Knab, 1906
- Culex sinaiticus Kirkpatrick, 1925
- Culex sinensis Theobald, 1903
- Culex singhbhumensis Natarajan & Rajavel, 2009
- Culex singuawaensis Sirivanakarn, 1969
- Culex siphanulatus Lourenço-de-Oliveira & da Silva, 1987
- Culex sitiens Wiedemann, 1828
- Culex solitarius Bonne-Wepster, 1938
- Culex solomonis Edwards, 1929
- Culex soperi Antunes & Lane, 1937
- Culex spathifurca (Edwards, 1915)
- Culex spathulatus Forattini & Sallum, 1987
- Culex sphinx Howard, Dyar & Knab, 1913
- Culex spiculostylus Chen, 1989
- Culex spiculosus Bram & Rattanarithikul, 1967
- Culex spiculothorax Bram, 1967
- Culex spinosus Lutz, 1905
- Culex spissipes (Theobald, 1903)
- Culex squamosus (Taylor, 1914)
- Culex starckeae Stone & Knight, 1958
- Culex steffani Sirivanakarn, 1968
- Culex stellatus van Someren, 1947
- Culex stenolepis Dyar & Knab, 1908
- Culex stigmatosoma Dyar, 1907
- Culex stonei Lane & Whitman, 1943
- Culex striatipes Edwards, 1941
- Culex subaequalis Edwards, 1941
- Culex submarginalis Sirivanakarn, 1973
- Culex subrima Edwards, 1941
- Culex subsalisburiensis Hervé & Geoffroy, 1974
- Culex sunyaniensis Edwards, 1941
- Culex surinamensis Dyar, 1918
- Culex sursumptor Dyar, 1924
- Culex sutili Cova García & Pulido F., 1974
- Culex symbletos Sallum & Hutchings, 2003
- Culex szemaoensis Wang & Feng, 1964
- Culex taeniopus Dyar & Knab, 1907
- Culex tamsi Edwards, 1934
- Culex tarsalis Coquillett, 1896
- Culex tatoi Casal & García, 1971
- Culex tauffliebi Geoffroy & Hervé, 1976
- Culex tecmarsis Dyar, 1918
- Culex telesilla de Meillon & Lavoipierre, 1945
- Culex tenagius van Someren, 1954
- Culex tenuipalpis Barraud, 1924
- Culex terebor Dyar, 1920
- Culex termi Thurman, 1955
- Culex territans Walker, 1856
- Culex terzii Edwards, 1941
- Culex thalassius Theobald, 1903
- Culex theileri Theobald, 1903
- Culex theobaldi (Lutz, 1904)
- Culex thriambus Dyar, 1921
- Culex thurmanorum Bram, 1967
- Culex tianpingensis Chen, 1981
- Culex toroensis Edwards & Gibbins, 1939
- Culex torrentium Martini, 1925
- Culex tournieri Senevet & Abonnenc, 1939
- Culex toviiensis Klein, Rivière & Séchan, 1984
- Culex tramazayguesi Duret, 1954
- Culex traubi Colless, 1965
- Culex tricuspis Edwards, 1930
- Culex trifidus Dyar, 1921
- Culex trifilatus Edwards, 1914
- Culex trifoliatus Edwards, 1914
- Culex trigeminatus Clastrier, 1970
- Culex trilobulatus Duret & Barreto, 1956
- Culex trisetosus Fauran, 1961
- Culex tritaeniorhynchus Giles, 1901
- Culex tsengi Lien, 1968
- Culex tuberis Bohart, 1946
- Culex umbripes Edwards, 1941
- Culex uncinatus Delfinado, 1966
- Culex unicornis Root, 1928
- Culex uniformis (Theobald, 1905)
- Culex univittatus Theobald, 1901
- Culex urichii (Coquillett, 1906)
- Culex usquatissimus Dyar, 1922
- Culex usquatus Dyar, 1918
- Culex vagans Wiedemann, 1828
- Culex vansomereni Edwards, 1926
- Culex variatus (Leicester, 1908)
- Culex vattieri Geoffroy, 1971
- Culex vaxus Dyar, 1920
- Culex ventrilloni Edwards, 1920
- Culex versabilis Sirivanakarn, 1968
- Culex verutus Harbach, 1987
- Culex vexillifer Komp, 1936
- Culex vicinus (Taylor, 1916)
- Culex vidali Floch & Fauran, 1954
- Culex vinckei Hamon, Holstein & Rivola, 1957
- Culex viridiventer Giles, 1901
- Culex vishnui Theobald, 1901
- Culex vomerifer Komp, 1932
- Culex walukasi Belkin, 1962
- Culex wamanguae Sirivanakarn, 1968
- Culex wannonii Cova García & Sutil Oramus, 1976
- Culex wansoni Wolfs, 1945
- Culex wardi Sirivanakarn, 1977
- Culex watti Edwards, 1920
- Culex wepsterae Komp & Rozeboom, 1951
- Culex weschei Edwards, 1935
- Culex whartoni Colless, 1965
- Culex whitei Barraud, 1923
- Culex whitmorei (Giles, 1904)
- Culex whittingtoni Belkin, 1962
- Culex wigglesworthi Edwards, 1941
- Culex wilfredi Colless, 1965
- Culex wilsoni Lane & Whitman, 1943
- Culex winkleri Belkin, 1962
- Culex worontzowi Pessoa & Galvão, 1936
- Culex xenophobus Ronderos, 1965
- Culex yaoi Tung, 1955
- Culex ybarmis Dyar, 1920
- Culex yeageri Baisas, 1935
- Culex yojoae Strickman, 1990
- Culex zeteki Dyar, 1918
- Culex zombaensis Theobald, 1901